# 白石岩乡
白石岩乡，是中华人民共和国贵州省安顺市紫云苗族布依族自治县下辖的一个乡镇级行政单位。

## 行政区划
白石岩乡下辖以下地区：
白石岩村、干水井村、大坪村、长山村、岩上村、新院村、小湾村、幸福园村、猛德寨村、群联村、抵桶村、大水井村和新池村。